# Dienis Galimzianow
Dienis Galimzianow, ros. Денис Рамильевич Галимзянов (ur. 7 marca 1987 w Swierdłowsku) – rosyjski kolarz szosowy, zawodnik grupy Team Katusha.
Największym sukcesem zawodnika jest zwycięstwo w prestiżowym wyścigu jednodniowym Paryż-Bruksela oraz etapowe zwycięstwo w wyścigu Dookoła Pekinu w 2011 roku.

## Najważniejsze zwycięstwa i sukcesy
- 2006
  - etap w Dookoła Bułgarii
- 2007
  - etap w Grand Prix of Soczi
  - etap w Dookoła Berlina
  - dwa etapy w Tour of Hainan
- 2008
  - etap w Tour de Normandie
  - etap w Bałtyk – Karkonosze Tour
- 2011
  - wygrany 2. etap w Driedaagse van De Panne-Koksijde
  - drugi w Grote Scheldeprijs
  - zwycięstwo na 1. etapie w Tour de Luxembourg
  - wygrana w klasyku Paryż-Bruksela
  - wygrany 5. etap Dookoła Pekinu